# Ariarates VII
Ariarates VII foi rei da Capadócia por um breve período, ele era filho de Ariarates VI e sobrinho de Mitrídates VI do Ponto; tanto seu pai quanto ele foram assassinados por Mitrídates. Mitrídates assassinou Ariarates VII com suas próprias mãos.

## Família
Seu pai, Ariarates VI, era filho de Ariarates V e Laódice. Ariarates VI casou-se com Laódice, irmã de Mitrídates VI do Ponto. Ariarates VI e Laódice tiveram dois filhos, Ariartes  (Ariarates VII) [carece de fontes?] e Ariarates.

## Breve reinado
Mitrídates assassinou Ariarates VI através de Górdio, e resolveu tomar o reino da sua irmã e dos seus sobrinhos. Enquanto isso, Nicomedes III, rei da Bitínia, ocupou a Capadócia, e Mitrídates, fingindo ajudar sua esposa e seus sobrinhos, expulsou Nicomedes.
Mas Laódice já tinha feito um acordo com Nicomedes, o que irritou Mitrídates, que expulsou as guarnições bitínias da Capadócia e instalou seu sobrinho, filho de Laódice, no trono. Alguns meses mais tarde, Mitrídates quis que Górdio, o assassino de Ariarates VI, retornasse à Capadócia, mas o jovem rei da Capadócia Ariarates VII, filho do rei assassinado, ficou indignado, e reuniu um exército para lutar contra Mitrídates.
Mitrídates chamou o sobrinho Ariarates VII para uma conferência de paz, e disse, ao enviado de Ariarates que o estava revistando à procura de armas, que tomasse muito cuidado quando fosse examinar sua região genital, pois poderia encontrar outro tipo de arma; o revistador não procurou nesta região. Mitrídates afastou Ariarates dos seus companheiros, como para conversar em segredo, e o assassinou com a arma que tinha escondido na região genital.

## Sucessão
Mitrídates colocou seu filho, Ariarates, uma criança de oito anos, como rei, deixando Górdio de guardião.
Os capadócios se revoltaram, e chamaram o outro filho de Laódice e Ariarates VI, Ariarates VIII, para reinar, mas Mitrídates o derrotou, exilou, e ele morreu de doença causada pela ansiedade, no exílio.